# Октябрьское (Веденский район)
Октя́брьское (чечен. Зеламхин-Кӏотар) — село в Веденском районе Чеченской Республики. Входит в состав Веденского сельского поселения.

## География
Село расположено в междуречье рек Хулхулау и Ахкичу, к северу от районного центра Ведено, с которым уже фактически слился.
Ближайшие населённые пункты: на северо-востоке — село Агишбатой, на северо-западе — село Ца-Ведено, на юге — село Ведено, на юго-западе — сёла Эшилхатой и Элистанжи.

## История
Село изначально и значительно сформировалось благодаря переселенцам из сёл Харачой и Эшилхатой, позже из-за оползней переселились около 10 семей из села Ца-Ведено.

## Население
| 1990 | 2002 | 2010  |
| ---- | ---- | ----- |
| 780  | ↗839 | ↗1167 |